# Lebacher Ei

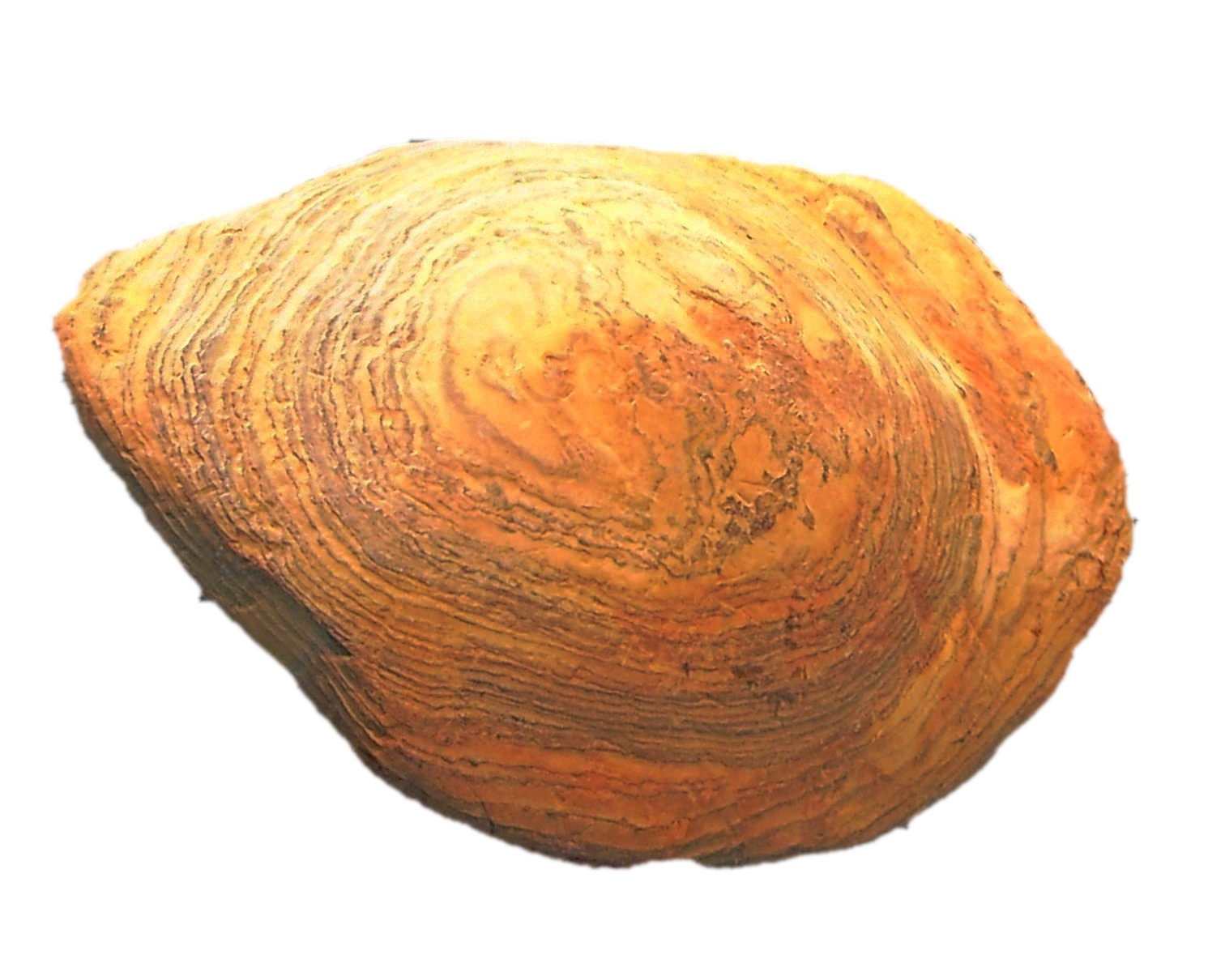
Ein Lebacher Ei mit Blick auf die flache Seite (die Geoden sind zwar oval, aber meist nicht wirklich eiförmig, sondern eher flach wie ein Brotlaib). Bei den konzentrischen Ringen, die auf dem Stück zu sehen sind, handelt es sich um die Schnittlinien der ursprünglichen Schichtflächen des Sedimentes, in dem die Geode gewachsen ist, mit der Oberfläche der Geode.

Lebacher Eier sind Toneisensteingeoden (Sphärosiderite), die im saarpfälzischen Rotliegend, insbesondere in der namensgebenden Region bei Lebach im Saarland vom 16. bis zum 19. Jahrhundert als Eisenerz abgebaut wurden. Ferner namensgebend war die ovale Form der Geoden, deren Eisenanteil 20 % übersteigen kann.

## Entstehung
Eine frühe Beschreibung der Genese erfolgte 1967 durch den Mineralogen Günter Lensch.
Bei den Lebacher Eiern handelt es sich um diagenetische Bildungen. Sie entstanden im frühen Perm vor rund 290 Mio. Jahren in feinkörnigen, dunklen Sedimenten, die in Form dünnplattiger, dunkler, bituminöser Tonsteine überliefert sind und der Odernheim-Formation der Glan-Gruppe des Rotliegend des Saar-Nahe-Beckens zugeordnet werden. Seinerzeit handelte es sich bei diesen Sedimenten um einen Schlamm am Grund eines Süßwassersees („Rümmelbach-Humberg-See“). Welche Prozesse für die Bildung der Geoden verantwortlich sind, kann nur vermutet werden. Das Eisen dürfte den Seesedimenten selbst entstammen. Ursprünglich war es fein (dispers) im Schlamm verteilt und könnte zunächst durch Reduktion von Fe3+ (aus z. B. Hämatit, Fe2O3) zu Fe2+ als Eisenhydrogencarbonat (Fe(HCO3)2) in eine wasserlösliche Form gebracht worden sein. Die Reduktion könnte durch die Stoffwechselaktivität von Bakterien begünstigt worden sein. Infolge der Verdichtung tieferliegender, älterer Sedimentschichten wurde eisenhydrogencarbonathaltiges Wasser aus diesen ausgetrieben und stieg langsam aber stetig in höherliegende, jüngere Sedimentschichten auf. Die Ursache der Wiederausfällung des Eisens in Form von Eisencarbonat (Siderit, FeCO3) in den jüngeren Schichten kann durch die Verringerung des Umgebungsdruckes erklärt werden, den die aufsteigenden Lösungen erfuhren, denn eine Druckabnahme führt zum Entweichen von Kohlendioxid (CO2) aus der Lösung und damit zur Carbonatfällung (Fe(HCO3)2 → FeCO3 + CO2 + H2O). Hierbei dürften bestimmte Sedimentpartikel als Kristallisationskeime fungiert haben, sodass das Eisenkarbonat nur an ganz bestimmten Stellen im Sediment ausfiel. Dort, wo die Fällung einmal begonnen hatte, lief sie kontinuierlich weiter, und so entstanden mit der Zeit die relativ großen Toneisensteingeoden, die heute als Lebacher Eier bekannt sind.

## Eisenerz
Die Lebacher Eier wurden bis in das 19. Jahrhundert als Erz in großen Tagebauen (Schotten) und teilweise auch unter Tage abgebaut und zur Eisenherstellung z. B. in der Dillinger Hütte verwendet. Das Hauptabbaugebiet lag zwischen Rümmelbach und Gresaubach. Viele Grundlagen zur historischen Nutzung der Lebacher Eier im Konzessionsfeld der Lebacher Erzgruben wurden in Buchform vorgelegt.
Weitere Abbaubereiche befanden sich bei Nonnweiler, Oberlöstern, Schmelz, Steinbach und Sotzweiler. Die Verhüttung der Lebacher Eier aus dem Erzfeld Lebach erfolgte in der Bettinger Schmelze (Schmelz), Nunkircher Schmelz (Wadern), Neunkircher Eisenwerk (Neunkirchen), Alte Schmelz (St. Ingbert) und in der Saarbrück-Usingischen Hütte (Fischbach).

## Fossilien
Fossiliensammler und Paläontologen schätzen die Lebacher Eier wegen ihres Fossilieninhalts. Ein Zusammenhang zwischen der Bildung einer Geode und dem Vorhandensein eines verwesenden Kadavers im Sediment gilt zwar allgemein als plausibel, weil die Stoffwechselaktivität der zersetzenden Bakterien ein für die Ausfällung von Mineralen wie Siderit günstiges chemisches Milieu schaffen kann, aber im Fall der Lebacher Eier ist ein solcher Zusammenhang nicht nachgewiesen. Die meisten Lebacher Eier enthalten nämlich keine Fossilien. Die in den Lebacher Eiern enthaltenen Fossilien gehen wahrscheinlich auf Kadaver zurück, die lediglich zufällig von Siderit umkrustet worden sind. Im Inneren der Konkretionen waren sie dann aber besser vor weiteren diagenetischen und Verwitterungseinflüssen und somit vor einer Zerstörung geschützt als die Fossilien im unmineralisierten Sedimentgestein. Einen Überblick über die Fossilien, die im Inneren von Lebacher Eiern überliefert sind, bietet eine Ausstellung im Urweltmuseum Geoskop auf der Burg Lichtenberg bei Kusel. Eine weitere Ausstellung derartiger Fundstücke ist im Rathaus der Stadt Lebach zu besichtigen.

## Geotourismus
Seit 2015 können geologisch und paläontologisch interessierte Wanderfreunde den Haifischpfad Rümmelbach erkunden. Der 3,5 km lange Rundwanderweg führt durch Gelände, dessen naher Untergrund aus den schiefertonartigen Sedimentgesteinen der Odernheim Formation aufgebaut ist und Lebacher Eier enthält. Der Pfad hat seinen Namen daher, dass in den Seen der Rotliegendzeit Süßwasserhaie gelebt haben. Zahlreiche am Wanderweg positionierte Schautafeln informieren über die Gesteine, Fossilien und den historischen Eisenerzbergbau in der Gegend. Bereits seit 2010 besteht der 9,5 km lange Rümmelbach-Humberg-Weg, der thematisch stärker dem Bergbau gewidmet ist und an mehreren alten Eisenerzgruben vorbeiführt.